# تاسيلاك
تاسيلاك (بالجرينلاندية: Tasiilaq)، هي إحدى مدن بلدية سيرميرسوك بجنوب شرق جرينلاند بالدنمارك. بلغ عدد سكانها 1,930 نسمة عام 2010. وهي المدينة الأكثر اكتظاظاً بالسكان على الساحل الشرقي الجرينلاندي وسابع أكبر مدن جرينلاند. وتقع محطة سيرميليك الخاصة بالبحث الجليدي بالقرب من المدينة.

## المناخ
يظهر الجدول التالي التغييرات المناخية على مدار السنة لتاسيلاك:
| البيانات المناخية لـتاسيلاك       | البيانات المناخية لـتاسيلاك | البيانات المناخية لـتاسيلاك | البيانات المناخية لـتاسيلاك | البيانات المناخية لـتاسيلاك | البيانات المناخية لـتاسيلاك | البيانات المناخية لـتاسيلاك | البيانات المناخية لـتاسيلاك | البيانات المناخية لـتاسيلاك | البيانات المناخية لـتاسيلاك | البيانات المناخية لـتاسيلاك | البيانات المناخية لـتاسيلاك | البيانات المناخية لـتاسيلاك | البيانات المناخية لـتاسيلاك |
| الشهر                             | يناير                       | فبراير                      | مارس                        | أبريل                       | مايو                        | يونيو                       | يوليو                       | أغسطس                       | سبتمبر                      | أكتوبر                      | نوفمبر                      | ديسمبر                      | المعدل السنوي               |
| --------------------------------- | --------------------------- | --------------------------- | --------------------------- | --------------------------- | --------------------------- | --------------------------- | --------------------------- | --------------------------- | --------------------------- | --------------------------- | --------------------------- | --------------------------- | --------------------------- |
| الدرجة القصوى °م (°ف)             | 9.8 (49.6)                  | 15.2 (59.4)                 | 15.1 (59.2)                 | 15.2 (59.4)                 | 17.9 (64.2)                 | 25.3 (77.5)                 | 25.2 (77.4)                 | 25.2 (77.4)                 | 21.2 (70.2)                 | 19.3 (66.7)                 | 21.6 (70.9)                 | 12.2 (54.0)                 | 25.3 (77.5)                 |
| متوسط درجة الحرارة الكبرى °م (°ف) | −4.0 (24.8)                 | −4.0 (24.8)                 | −3.6 (25.5)                 | 0.4 (32.7)                  | 4.0 (39.2)                  | 7.9 (46.2)                  | 10.3 (50.5)                 | 9.9 (49.8)                  | 6.7 (44.1)                  | 2.2 (36.0)                  | −0.9 (30.4)                 | −2.7 (27.1)                 | 2.2 (35.9)                  |
| المتوسط اليومي °م (°ف)            | −6.8 (19.8)                 | −7.1 (19.2)                 | −7.0 (19.4)                 | −3.3 (26.1)                 | 0.9 (33.6)                  | 4.4 (39.9)                  | 6.6 (43.9)                  | 6.7 (44.1)                  | 3.9 (39.0)                  | −0.2 (31.6)                 | −3.2 (26.2)                 | −5.5 (22.1)                 | −0.9 (30.4)                 |
| متوسط درجة الحرارة الصغرى °م (°ف) | −9.7 (14.5)                 | −10.3 (13.5)                | −10.4 (13.3)                | −6.9 (19.6)                 | −2.3 (27.9)                 | 0.9 (33.6)                  | 2.9 (37.2)                  | 3.3 (37.9)                  | 1.1 (34.0)                  | −2.6 (27.3)                 | −5.5 (22.1)                 | −8.2 (17.2)                 | −4.0 (24.8)                 |
| أدنى درجة حرارة °م (°ف)           | −30.3 (−22.5)               | −30.7 (−23.3)               | −32.0 (−25.6)               | −25.4 (−13.7)               | −15.7 (3.7)                 | −8.6 (16.5)                 | −3.5 (25.7)                 | −5.7 (21.7)                 | −7.6 (18.3)                 | −18.3 (−0.9)                | −25.2 (−13.4)               | −29.6 (−21.3)               | −32.0 (−25.6)               |
| الهطول مم (إنش)                   | 103.0 (4.06)                | 87.3 (3.44)                 | 87.6 (3.45)                 | 69.4 (2.73)                 | 57.0 (2.24)                 | 35.0 (1.38)                 | 45.7 (1.80)                 | 66.9 (2.63)                 | 78.7 (3.10)                 | 71.8 (2.83)                 | 91.3 (3.59)                 | 86.8 (3.42)                 | 880.5 (34.67)               |
| متوسط أيام هطول الأمطار (≥ 1 mm)  | 12.5                        | 11.2                        | 11.5                        | 9.7                         | 8.4                         | 5.9                         | 6.2                         | 8.1                         | 9.3                         | 9.3                         | 10.8                        | 10.8                        | 113.7                       |
| ساعات سطوع الشمس الشهرية          | 1                           | 34                          | 116                         | 162                         | 188                         | 234                         | 245                         | 189                         | 144                         | 55                          | 10                          | 0                           | 1٬378                       |
| نسبة وصول أشعة الشمس              | 0.1                         | 14.4                        | 32.0                        | 35.5                        | 32.3                        | 35.7                        | 39.1                        | 36.7                        | 36.7                        | 18.2                        | 5.3                         | 0.0                         | 23.8                        |
| المصدر #1:                        |                             |                             |                             |                             |                             |                             |                             |                             |                             |                             |                             |                             |                             |
| المصدر #2:                        |                             |                             |                             |                             |                             |                             |                             |                             |                             |                             |                             |                             |                             |

## السكان
عدد سكان تاسيلاك 1,930 نسمة بحسب إحصاءات عام 2010. تعد تاسيلاك واحدة من أسرع المدن نمواً في جرينلاند، والسبب في ذلك المهاجرين من المدن الأخرى والمستوطنات الصغيرة. وهي البلدة الوحيدة بجانب نوك التي تعد نموها مستقراً على مدى عقدين فائتين. فعدد السكان قد ازداد بنسبة 31% في عقد التسعينات، وازداد بنسبة تزيد على 13% في العقد الأول من القرن الواحد والعشرين.

## توأمة
لتاسيلاك اتفاقيات توأمة مع:
- كوبافوغور